# Ueli Mooser
Ueli Mooser (* 24. Januar 1944 als Ulrich Mooser) ist ein Schweizer Volksmusiker, Komponist und Musikinstrumentalist aus Birmensdorf im Kanton Zürich.

## Musikalischen Laufbahn
Seine musikalische Laufbahn begann er mit Improvisationen auf dem Klavier mit anschliessendem Klavierunterricht. Er absolvierte das Lehrerseminar in Küsnacht ZH.
Nach sieben Jahren als Primarlehrer studierte er am Konservatorium Klarinette und Kontrabass, die zu seinen Hauptinstrumenten wurden. Als Ländlermusikant startete Mooser in der Ländlerkapelle Zoge-n-am Boge unter der Leitung von Thomas Marthaler. Danach folgten zahlreiche Stationen, darunter die Kapelle Dünner-Nauer, das Trio Willi Valotti und das Trio Turi Schellenberg. Auch Peter Zinsli war einer seiner musikalischen Weggefährten. Heute spielt er in der Gruppe Hanneli-Musig und u. a. aushilfsweise auch bei den Engadiner Ländlerfründa, bei denen auch Domenic Janett mitspielt. Seine heutigen Stammformationen sind die Hanneli-Musig und die Tanzkapelle Ueli Mooser.

## Kompositionen
Seine Kompositionen entsprechen grösstenteils dem Bündnerstil oder dem konzertanten Innerschweizerstil. Teils verwendet er die Bassgeige als Melodieinstrument. Als erfahrener Komponist und Arrangeur landete er auch einen Volksmusik - Evergreen, Maloja-Wind.

## Auszeichnung
- D’Ländlerkönige
- 2010: Goldener Violinschlüssel[1]